# 北海道大樹高等学校
北海道大樹高等学校（ほっかいどうたいきこうとうがっこう、英称：Hokkaido Taiki High School）は、北海道広尾郡大樹町にある公立（道立）の高等学校。全日制普通科。

## 沿革
- 1948年 - 帯広市立帯広商工高等学校(現・北海道帯広柏葉高等学校)大樹分校として開校
- 1949年 - 本校の改称に伴い北海道帯広商工高等学校大樹分校と改称
- 1950年 - 大樹村立北海道大樹高等学校として独立
- 1951年 - 更別分校を設置
- 1952年 - 更別分校が北海道更別高等学校（現在の北海道更別農業高等学校）として独立
- 1953年 - 道立移管